# زن‌کشی در ترکیه

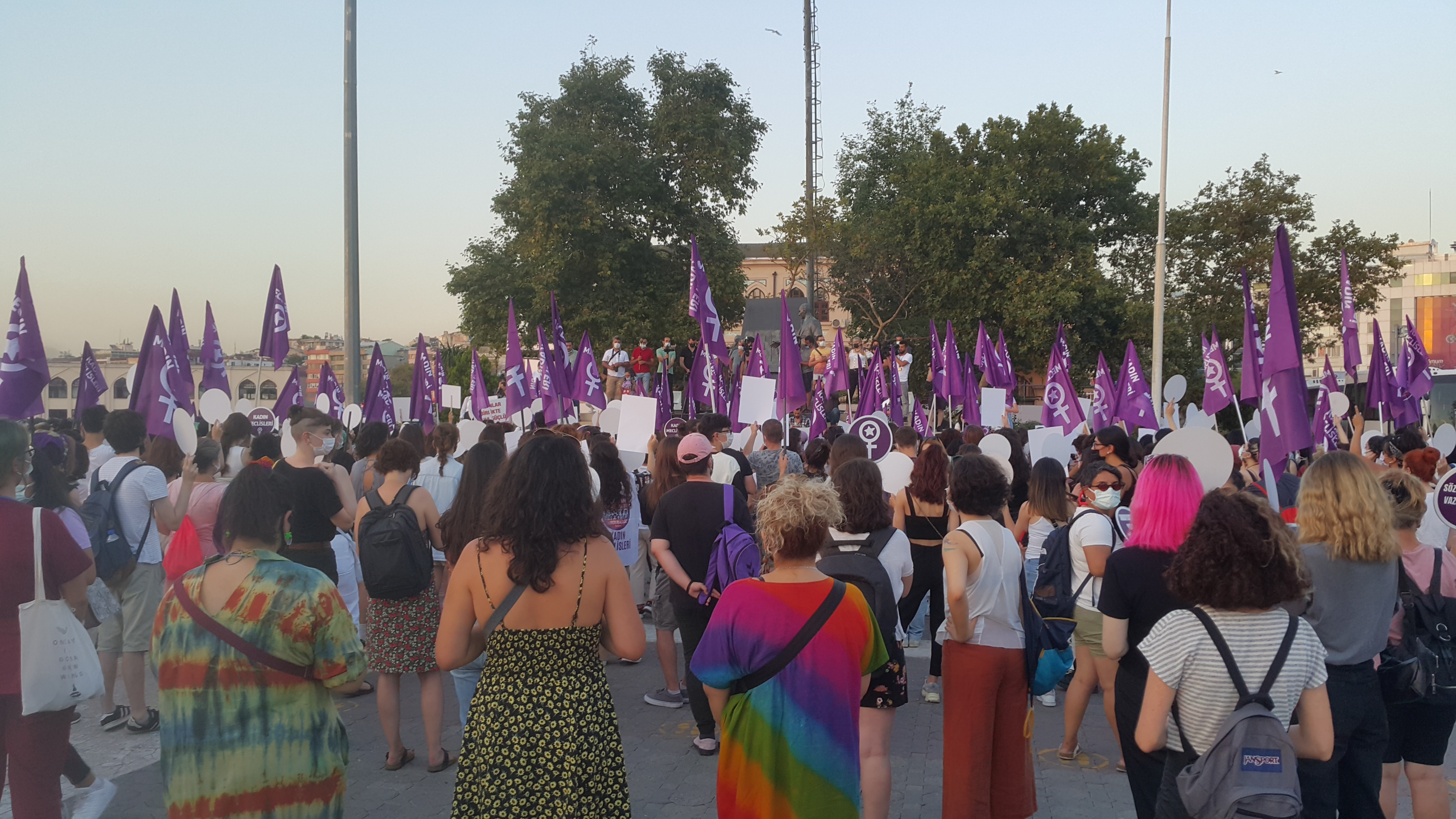
اعتراض زنان به قتل عذرا گولندام در استانبول، سال ۲۰۲۱

زن‌کشی در ترکیه به قتل‌هایی اشاره دارد که در آن زنان ترکیه به دلایل ناموسی و زن بودن توسط مردان به قتل می‌رسند.
این پدیده یکی از اشکال خشونت علیه زنان در ترکیه است. تعداد زن‌کشی‌ها در ترکیه طی دهه ۲۰۰۰ در مقایسه با سال‌های پیشین به‌طور چشمگیری افزایش یافته است. تنها در سال ۲۰۱۹، ۴۷۴ زن کشته شدند که این سال، بالاترین آمار قتل زنان در دهه گذشته در این کشور را ثبت کرد. بر اساس گزارش سالانه «پلتفرم ما زن‌کشی را متوقف خواهیم کرد»، در سال ۲۰۲۰، ۳۰۰ زن توسط مردان به قتل رسیدند و ۱۷۱ زن به‌صورت مشکوک جان خود را از دست دادند. در بازه زمانی ۲۰۱۰ تا ۲۰۱۹، تنها در سال ۲۰۱۱ که کنوانسیون استانبول امضا شد، تعداد زن‌کشی‌ها کاهش یافت.
از جمله توجیهاتی که از سوی عاملان قتل‌ها برای عادی‌سازی این جنایات مطرح می‌شود، می‌توان به درخواست زنان برای جدایی، مسائل ناموسی، فریب‌خوردن، حسادت و مواردی از این دست اشاره کرد.

## آمارها

بر اساس گزارش‌های «پلتفرم زنان‌کشی را متوقف خواهیم کرد»، بین سال‌های ۲۰۱۰ تا ۲۰۲۰ در مجموع ۲۹۹۶ زن‌کشی در ترکیه رخ داده است.

داده‌های مختلفی دربارهٔ زن‌کشی در ترکیه از سوی نهادهای رسمی و سازمان‌های زنان منتشر شده است. از آنجا که آمار تعداد زنانی که توسط شریک زندگی یا اعضای خانواده‌شان در ترکیه کشته شده‌اند، از سوی نهادهای دولتی به‌طور کامل منتشر نمی‌شود، داده‌های رسمی برای نشان دادن ابعاد واقعی مسئله زن‌کشی ناکافی تلقی می‌شوند.
سازمان‌های مدنی‌ای که جمع‌آوری داده‌های مربوط به زن‌کشی در ترکیه را آغاز کرده‌اند، شامل «آنیت سایاچ»، «بیانت» و «پلتفرم ما زن‌کشی را متوقف خواهیم کرد» هستند.

### آمار زن‌کشی بر اساس داده‌های رسمی
پاسخ سادالله ارگین، وزیر دادگستری وقت، به یک سؤال پارلمانی در سال ۲۰۰۹، یکی از داده‌های رسمی مهم دربارهٔ زن‌کشی در ترکیه محسوب می‌شود. در این پاسخ، تعداد زن‌کشی‌های انجام‌شده در این کشور بین سال‌های ۲۰۰۲ تا ۲۰۰۸ به این صورت اعلام شد: ۶۶ مورد در سال ۲۰۰۲، ۸۳ مورد در ۲۰۰۳، ۱۲۸ مورد در ۲۰۰۴، ۳۱۷ مورد در ۲۰۰۵، ۶۶۳ مورد در ۲۰۰۶، ۱۰۱۱ مورد در ۲۰۰۷ و ۸۰۶ مورد در ۲۰۰۸. افزایش ۱۴ برابری زن‌کشی‌ها از سال ۲۰۰۲ تا ۲۰۰۸ به‌طور گسترده در رسانه‌ها و میان سیاستمداران مورد بحث قرار گرفت.
در پاسخ وزارت خانواده و سیاست‌های اجتماعی به سؤال پارلمانی دیگری در سال ۲۰۱۳، گزارش شد که در سال ۲۰۰۹ تعداد ۱۷۱ مورد قتل زنان، در سال ۲۰۱۰ تعداد ۱۷۷ مورد، در سال ۲۰۱۱ تعداد ۱۶۳ مورد و در ۹ ماه نخست سال ۲۰۱۲ تعداد ۱۲۸ مورد به ثبت رسیده است.
در ژانویه ۲۰۲۱، سلیمان سویلو، وزیر کشور، در حساب ایکس خود اعلام کرد که تعداد زنانی که در چارچوب قانون شماره ۶۲۸۴ در اثر زن‌کشی جان خود را از دست داده‌اند، در سال ۲۰۱۷، ۳۵۳ نفر، در سال ۲۰۱۸، ۲۷۹ نفر، در سال ۲۰۱۹، ۳۳۶ نفر و در سال ۲۰۲۰، ۲۶۶ نفر بوده است.

### آمار زن‌کشی بر پایه سال
بر اساس گزارش سال ۲۰۱۹ «پلتفرم ما زن‌کشی را متوقف خواهیم کرد»، از ۴۷۴ مورد زن‌کشی در سال ۲۰۱۹، ۱۱۵ مورد به‌صورت قتل مشکوک ثبت شد و عاملان آن شناسایی نشدند. همچنین بر اساس گزارش سال ۲۰۲۰، در این سال ۳۰۰ زن توسط مردان در ترکیه به قتل رسیدند و ۱۷۱ زن به‌صورت مشکوک جان باختند.
جدول زیر تعداد مرگ‌ها را بر اساس سال‌ها و داده‌های «پلتفرم ما زن‌کشی را متوقف خواهیم کرد» که در وب‌سایت آنیت سایاچ (سایتی برای زنان قربانی خشونت در ترکیه) منتشر شده، نشان می‌دهد:
| سال  | تعداد کشته‌شدگان بر اساس آمار (Anıt Sayaç) | تعداد کشته‌شدگان بر اساس آمار (KCDP) |
| ---- | ----------------------------------------- | ----------------------------------- |
| ۲۰۰۸ | ۶۶                                        | ۸۰                                  |
| ۲۰۰۹ | ۱۲۵                                       | ۱۰۹                                 |
| ۲۰۱۰ | ۲۰۳                                       | ۱۸۰                                 |
| ۲۰۱۱ | ۱۳۰                                       | ۱۲۱                                 |
| ۲۰۱۲ | ۱۴۵                                       | ۲۱۰                                 |
| ۲۰۱۳ | ۲۳۱                                       | ۲۳۷                                 |
| ۲۰۱۴ | ۲۹۰                                       | ۲۹۴                                 |
| ۲۰۱۵ | ۲۹۳                                       | ۳۰۳                                 |
| ۲۰۱۶ | ۲۸۹                                       | ۳۱۶                                 |
| ۲۰۱۷ | ۳۵۱                                       | ۴۰۹                                 |
| ۲۰۱۸ | ۴۰۴                                       | ۴۴۰                                 |
| ۲۰۱۹ | ۴۲۲                                       | ۴۷۴                                 |
| ۲۰۲۰ | ۴۱۰                                       | ۳۰۰                                 |
| ۲۰۲۱ | ۴۳۳                                       | ۲۸۰                                 |
| ۲۰۲۲ | ۴۰۹                                       | ۳۳۴                                 |
| ۲۰۲۳ | ۴۱۸                                       | ۳۱۵                                 |
| ۲۰۲۴ | ۴۴۰                                       | ۳۹۴                                 |

### آمار زن‌کشی بر اساس عاملان
مطالعه‌ای که ۱۲۶۰ مورد زن‌کشی بین سال‌های ۲۰۰۸ تا ۲۰۱۸ را بررسی کرده، نشان می‌دهد که در صدر فهرست عاملان زن‌کشی، شوهران زنان مقتول قرار دارند (۶۲۳ مورد). قتل توسط معشوقه‌ها (۱۶۰ مورد) در رتبه دوم و قتل توسط شوهران سابق (۹۴ مورد) در رتبه سوم قرار دارد. رتبه چهارم به «قتل توسط آشنایان» (۸۸ مورد) اختصاص دارد که شامل مواردی مانند سرقت و تجاوز می‌شود. پس از آن، قتل توسط خویشاوندان (۴۹ مورد)، قتل توسط برادر (۴۸ مورد)، قتل توسط پسر (۴۸ مورد)، قتل توسط پدر (۳۸ مورد) و قتل توسط غریبه (۱۸ مورد) قرار دارند.
از زنان کشته‌شده در سال ۲۰۱۹، ۱۳۴ نفر توسط همسرانشان، ۵۱ نفر توسط شوهرانشان، ۲۹ نفر توسط خویشاوندان، ۲۵ نفر توسط شوهران سابق، ۲۵ نفر توسط پسر، همسایه یا والدین هم‌مدرسه‌ای فرزندشان، ۸ نفر توسط شریک سابق، ۱۹ نفر توسط آشنایان، ۱۵ نفر توسط پدر، ۱۳ نفر توسط برادر و ۳ نفر توسط افرادی که نمی‌شناختند، کشته شدند.
تقریباً تمامی زنان کشته‌شده در ترکیه در سال ۲۰۲۴ (۹۷٫۵ درصد) توسط مردانی که می‌شناختند به قتل رسیدند. شایع‌ترین عاملان زن‌کشی، شوهران بودند که ۴۲ درصد موارد را تشکیل می‌دادند.

### آمار زن‌کشی بر پایه محل وقوع جرم
بر اساس گزارش KCDP در سال ۲۰۱۹، ۲۹۲ زن در خانه و ۵۲ زن در خیابان کشته شدند. همچنین ۹ نفر در خودرو، ۶ نفر در محل کار، ۵ نفر در هتل، ۵ نفر در پارک، ۳ نفر در مغازه، ۲ نفر در اماکن تفریحی، ۲ نفر در بیمارستان، ۱ نفر در کافه، ۱ نفر در مدرسه و ۱ نفر در یک مکان عمومی دیگر به قتل رسیدند. از زنان کشته‌شده، ۳۱ نفر در آب یا نزدیک آب کشته شدند یا اجسادشان آنجا یافت شد. ۳۲ نفر در مناطق زمینی مانند جنگل‌ها، مراتع، مناطق پیک‌نیک، باغ‌ها و مزارع کشته شدند یا اجسادشان آنجا پیدا شد. ۳ نفر در مکان‌های متروکه مانند انبارها و ساختمان‌های مخروبه کشته شدند یا اجسادشان آنجا یافت شد. محل قتل ۲۹ زن مشخص نشد. بر اساس آمار KCDP در سال ۲۰۲۴، ۵۷ درصد زنان در خانه‌هایشان کشته شدند.

### آمار زن‌کشی بر پایه روش‌های قتل
مطالعه‌ای که ۱۲۶۰ مورد قتل از میان بیش از ۲۰۰۰ زن‌کشی بین سال‌های ۲۰۰۸ تا ۲۰۱۸ را بررسی کرده، نشان می‌دهد که زن‌کشی‌ها اغلب با سلاح گرم (۶۷۹ مورد) انجام شده‌اند، پس از آن ابزارهای برنده (۴۰۴ مورد)، خفه کردن (۸۴ مورد)، ضرب و شتم (۶۴ مورد) و شکنجه (۱۵ مورد) قرار دارند.
از ۴۷۴ زن کشته‌شده در سال ۲۰۱۹، ۱۸۵ نفر با سلاح گرم، ۱۰۱ نفر با شیء تیز، ۲۹ نفر با غرق شدن، ۲۷ نفر با ضرب و شتم، ۱۹ نفر با پرت شدن از ارتفاع، ۶ نفر با داروهای شیمیایی و ۶ نفر با سوزاندن کشته شدند. نحوه قتل ۱۰۱ نفر مشخص نشد. در زن‌کشی‌های انجام‌شده در سال ۲۰۲۴، قتل با سلاح گرم با ۵۷ درصد در رتبه نخست قرار دارد.

## زن‌کشی‌هایی که به صورت خودکشی جلوه داده می‌شوند
در سال ۱۹۹۹، برخلاف روند عمومی در جهان، میزان خودکشی زنان در ترکیه بیشتر از مردان بود و این موضوع باعث شد که پدیده خودکشی در این کشور بیش از پیش مورد توجه قرار گیرد. در سال ۱۹۹۹، در شهر بتمن و مناطق مرکزی آن، میانگین نرخ خودکشی طی هشت ماه نخست سال ۲۰۰۰ دو برابر شد و ۸۰٫۸ درصد از افرادی که خودکشی کردند، زن بودند. در نتیجه، بسیاری از نهادهای دولتی و سازمان‌های غیردولتی نیاز به انجام پژوهش‌هایی را دربارهٔ خودکشی زنان در این منطقه احساس کردند. بیشتر خودکشی‌های زنان ناشی از فشارهای ناموسی بوده است؛ برخی از رخدادهایی که در رسانه‌ها به‌عنوان خودکشی گزارش شدند، در واقع قتل‌های ناموسی‌ای بودند که به شکل خودکشی جلوه داده شده بودند؛ همچنین ادعا شده که برخی از این موارد، خودکشی‌هایی بوده‌اند که تحت فشار رسوم و سنت‌ها رخ داده‌اند.
مناطق شرق آناتولی، جنوب شرق آناتولی و دریای سیاه، که بیشترین تعداد قتل‌های ناموسی در ترکیه در آنها رخ می‌دهد، مناطقی هستند که خودکشی‌ها به دلیل فشارهای ناموسی و همچنین حوادثی که به‌عنوان خودکشی نشان داده می‌شوند اما در واقع قتل هستند، در آنها متمرکز است.

## گروه‌های مبارزه با زن‌کشی
برخی از سازمان‌هایی که برای پایان دادن به زن‌کشی در ترکیه مبارزه می‌کنند، عبارتند از:
- پلتفرم ما زن‌کشی را متوقف خواهیم کرد (به ترکی: Kadın Cinayetlerini Durduracağız Platformu): این پلتفرم در سال ۲۰۱۰ با پیش‌بینی اینکه زن‌کشی ممکن است به یک معضل اجتماعی در ترکیه تبدیل شود، تأسیس شد. این اقدام پس از افزایش زن‌کشی‌ها در سال ۲۰۱۰ و جلب توجه عمومی به پرونده قتل مونور کارابولوت انجام گرفت.[۳۶]
- پلتفرم زن‌کشی: این پلتفرم که به اختصار KCP نامیده می‌شود، در سال ۲۰۲۰ توسط زنانی که خواستار پایان دادن به افزایش زن‌کشی‌ها بودند، تأسیس شد.
- گروه اقدام اضطراری علیه زن‌کشی: این پلتفرم در ژوئیه ۲۰۱۴ برای درخواست اقدامات فوری علیه زن‌کشی‌ها تأسیس شد.[۳۷]
- گروه شفقات: این انجمن مستقر در قونیه است و بنیان‌گذار و رئیس آن مرد هستند، اما اعضای آن زنان داوطلب‌اند. این انجمن یک خیریه مذهبی است که در زمینه کمک‌های اجتماعی فعالیت می‌کند و کمپین‌های قابل‌توجه و بعضاً جنجالی در مبارزه با زن‌کشی و خشونت علیه زنان برگزار کرده است.[۳۸][۳۹][۴۰]

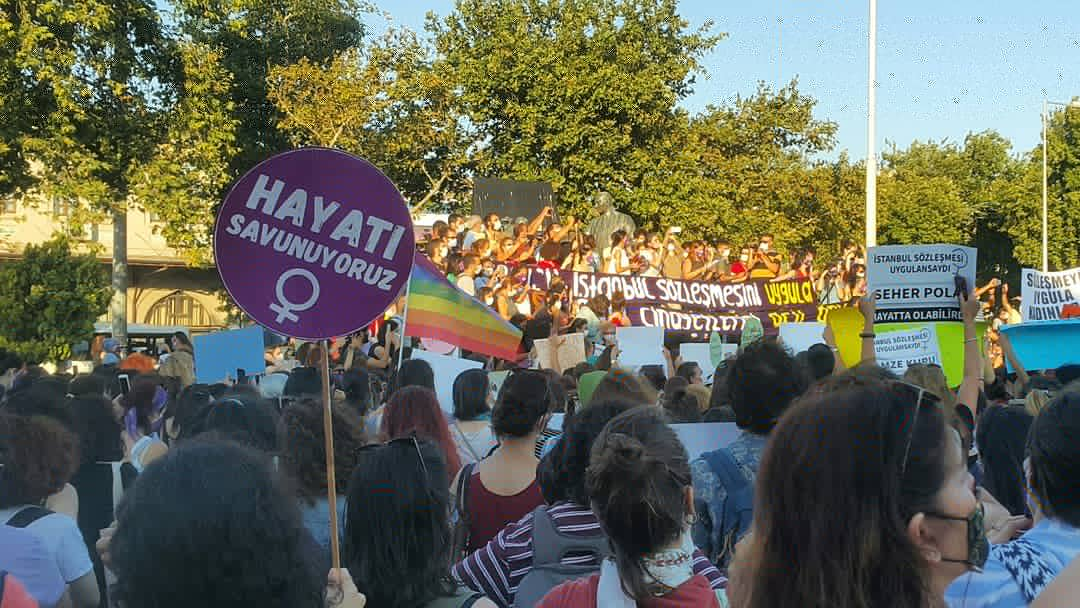
اعتراض به خروج ترکیه از کنوانسیون استانبول

## بازتاب

### ادبیات
افزایش مسئله زن‌کشی در ترکیه در گونه‌های مختلف ادبی بازتاب یافته است. تومریس اویار، یکی از داستان‌نویسان برجسته زن در دهه ۱۹۵۰، نویسنده‌ای است که در داستان‌هایش به‌طور مکرر به موضوع خشونت علیه زنان پرداخته است. داستان «حفر عمیق» که دربارهٔ قتل یک روسپی به نام اقبال است، نمونه‌ای از داستان‌هایی است که زن‌کشی را موضوع خود قرار داده‌اند. نویسنده با استفاده از تکنیک‌های روایی پسامدرن، قتل اقبال را در قالب اخبار روزنامه در داستان گنجانده و بر عبارات جنسیت‌زده در پوشش اخبار قتل یک زن روسپی در رسانه‌ها تأکید کرده است.
پس از دهه ۱۹۵۰، شاعران با تمرکز بر زن‌کشی و خشونت علیه زنان، رویکرد جدیدی در شعر ایجاد کردند. آنها در اشعارشان بیان کردند که نادیده گرفتن یک زن و ناراحت کردن او نیز به نوعی معادل مرگ است. در شعر «آبیاری گل‌ها» از ادیپ جانسور، زن‌کشی در این سطرها بازتاب یافته است:
زنی در بازار ازمیر
زنی در روشنایی روز
که شبش را کسی نمی‌داند، زیرپوشش را کسی نمی‌شناسد
لب‌هایش را کسی می‌داند، اما بوسیدنش را کسی بلد نیست
کودکانی دارد اما فرزندی ندارد
زنی در روشنایی روز
که با تپانچه از سه جا هدف گلوله قرار گرفت.— E. Cansever (Çiçekleri Sulasan), (Watering the Flowers)
در سال ۲۰۱۹، حاتیجه مریم در کتاب خود با عنوان «از کجا شروع به کشتن یک زن کنیم؟» با در نظر گرفتن پایه‌های اجتماعی-فرهنگی و سیاسی، به زمینه اجتماعی زن‌کشی‌ها پرداخته است. عُنور توم در نقدی در مجله بیرکیم، این کتاب را «متنی بسیار اندیشیده‌شده و شاید اولین متن دربارهٔ زن‌کشی در ادبیات ترکی» توصیف کرده است.
الچین پویرازلار در رمان «زن مانتودار» (۲۰۱۸)، داستان زنی را روایت می‌کند که در سن بسیار کم به ازدواج اجباری تن داده است و از سوی شوهرش مورد خشونت خانگی قرار می‌گیرد. او همچنین در رمان «گل‌های مرگ» (۲۰۲۱)، با روایت داستان یک کمیسر زن که قتل‌های زنان را بررسی می‌کند، به موضوع زن‌کشی پرداخته است.
شخصیت اصلی رمان «تنها» نوشته زینب کاچار، که در سال ۲۰۲۱ منتشر شد، به شخصیتی تبدیل می‌شود که با دستور شیخ طریقت، به بهانه خودکشی، انتقام زنان کشته‌شده را می‌گیرد و در این رمان، نام زنانی که در سال‌های گذشته قربانی زن‌کشی‌هایی شدند که خشم عمومی را برانگیخت، ذکر شده است.

### هنر معاصر
زن‌کشی به‌ویژه از سوی هنرمندان زن در ترکیه مورد توجه قرار گرفته و موضوع خلق آثار هنری معاصر بوده است. در زیر نمونه‌هایی از این هنرمندان و آثارشان آورده شده است:
در نمایشگاه «رؤیا و حقیقت» که بین سپتامبر ۲۰۱۱ و ژانویه ۲۰۱۲ در موزه هنر مدرن استانبول برگزار شد و آثار ۷۴ هنرمند زن را گرد هم آورد، اپیک دوبن با اثر «کتاب عشق» حضور داشت. اثر او یک صفحه فولادی است که روی آن اخبار زن‌کشی چاپ شده است و بیننده را وادار به مواجهه با خشونت علیه زنان می‌کند.
نریمان پولات آثاری تولید کرده که خود آنها را «راهی برای بزرگداشت زنان کشته‌شده و مقاومت در برابر بی‌عدالتی» توصیف می‌کند. او در اثر «نگهبان خانه» (۲۰۱۳) مجسمه‌ای خلق کرده از قهرمانی که می‌خواهد انتقام زن‌کشی‌ها را بگیرد. پولات اثر خود را با ترکیب مواد گوناگون خلق کرده و این کار یکی از آثاری است که از خشم او نسبت به زن‌کشی‌ها سرچشمه گرفته است. اثر دیگر پولات با عنوان «قهوه تلخ»، شامل نوشتن نام زنان کشته‌شده توسط مردان در سال ۲۰۱۲ بر شیشه یک قهوه‌خانه در شیب کومباراجی در استانبول است.
در سال ۲۰۱۸، ۴۴۰ زن در ترکیه در اثر خشونت مردان کشته شدند و زنان در همه حوزه‌های زندگی با خشونت و ستم مواجه شدند. در نمایشگاه «بگذار زنان زندگی کنند» که با همکاری «پلتفرم ما زن‌کشی را متوقف خواهیم کرد» در استانبول برگزار شد، ۲۰ هنرمند زن داستان زنان مورد آزار و ستم را روایت کردند. آویزان کردن ۴۴۰ جفت کفش زنانه بر دیوار یک ساختمان در کاباتاش، به نمایندگی از ۴۴۰ زنی که در سال ۲۰۱۸ کشته شدند، پروژه‌ای است که توسط طراح گرافیک وحید تونا طراحی شد.
پ
شکران اوستون در سال ۲۰۲۰ نمایشگاهی در ترابزون با پرتره ۳۱۵۰ زن برگزار کرد تا یاد زنانی که در ۱۱ سال گذشته کشته شده‌اند را گرامی بدارد؛ او یکی از هنرمندانی است که تلاش می‌کند زن‌کشی را به نمایش بگذارد. نمایشگاه «هزار و چهارصد درصد: زنان، خشونت و رسانه» که در سال ۲۰۲۰ افتتاح شد، در خصوص افزایش تعداد زنانی است که طی هفت سال گذشته در اثر خشونت مردان جان خود را از دست داده‌اند و توجیه این خشونت از سوی نظام قضایی و رسانه‌ها را مورد انتقاد قرار داد.

### موسیقی
در سال ۲۰۰۸، ۱۳ هنرمند زن برای حمایت از زنان تحت خشونت خانگی گرد هم آمدند و آلبوم «ترانه‌های گول‌دونیا» را منتشر کردند. نام این آلبوم از قتل ناموسی گول‌دونیا گرفته شده که قربانی آن توسط برادرش کشته شد. در این آلبوم، ترانه «گول‌دونیا» که توسط آیلین آسلیم نوشته و ساخته شده و توسط سزن آکسو اجرا شد، برای گول‌دونیا ضبط شد و در روز جهانی پایان خشونت علیه زنان منتشر گردید. ترانه «زنان وجود دارند» در این آلبوم توسط هنرمندان زنی چون نازان اونجل، آیلین آسلیم، آینور دوغان، نیلوفر، زوهال اولجای، سزن آکسو و روژین به‌صورت گروهی خوانده شد.
در سال ۲۰۱۹، ترانه «سوسامام» شامل دو بخش دربارهٔ حقوق زنان بود. در سال ۲۰۲۱، موزیک‌ویدیوی ترانه «ایمدات» از نازان اونجل در روز جهانی زن در کانال یوتیوب این هنرمند منتشر شد. هنرمندانی چون نوخِت دورو، گایه سو آکیول، دمت اوگار و سونگول اودن در این کلیپ حضور داشتند. در سال ۲۰۲۱، شرکت سونی موزیک ترکیه یک موزیک‌ویدیو دربارهٔ خشونت علیه زنان و زن‌کشی تولید کرد.